# Kuchyně Amerického severozápadu

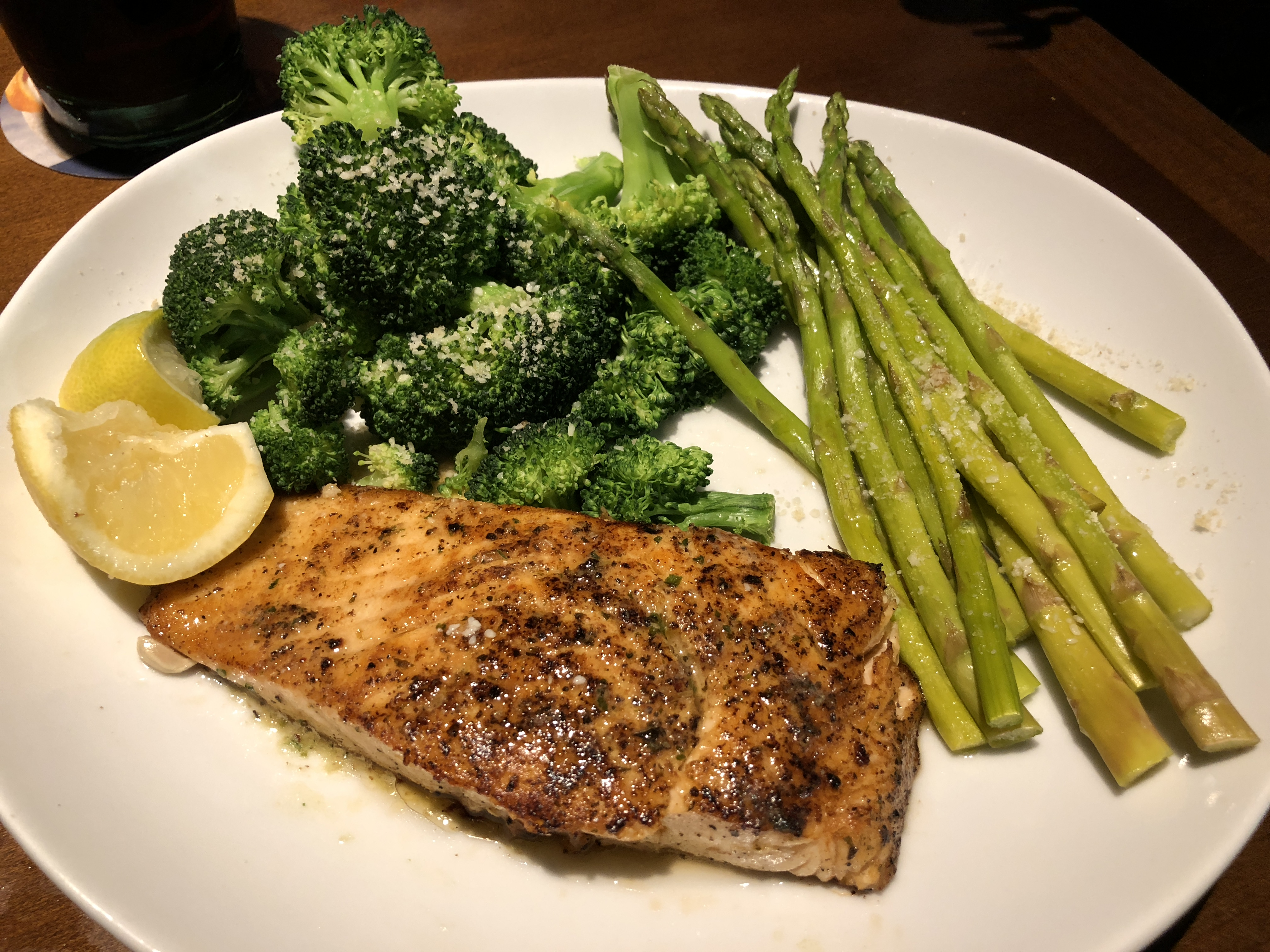
Grilovaný losos se zeleninou

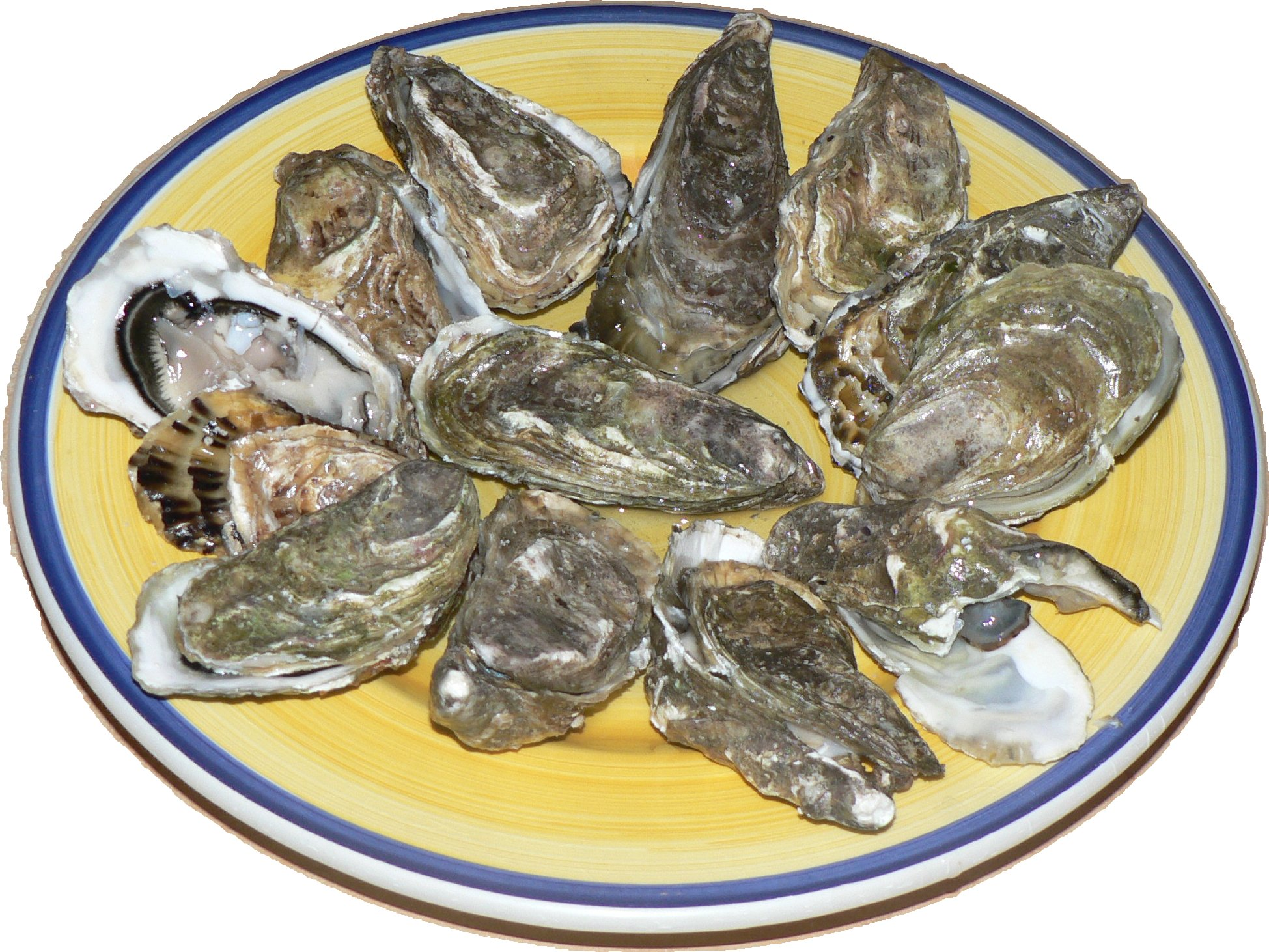
Ústřice

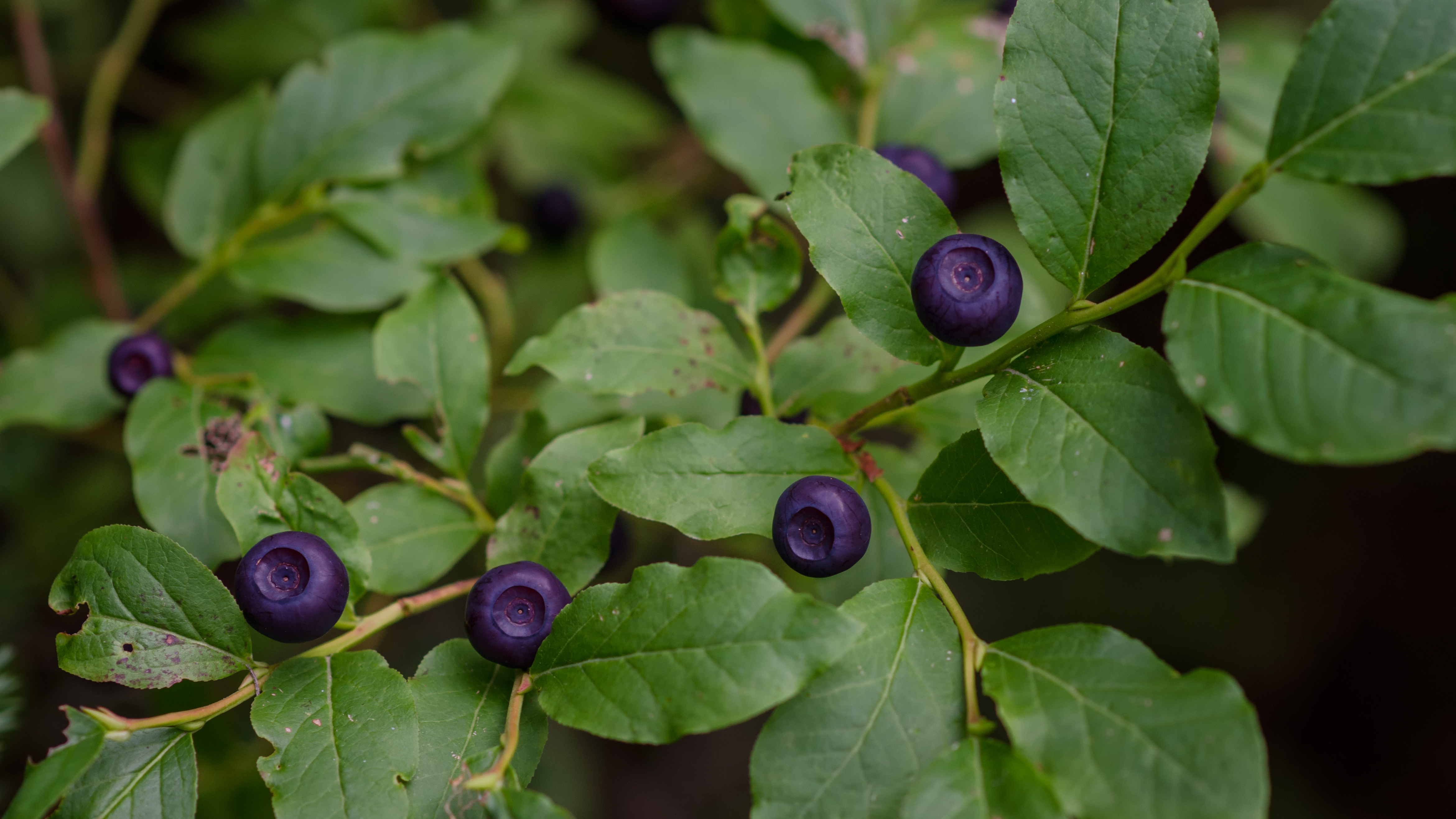
Hucleberries

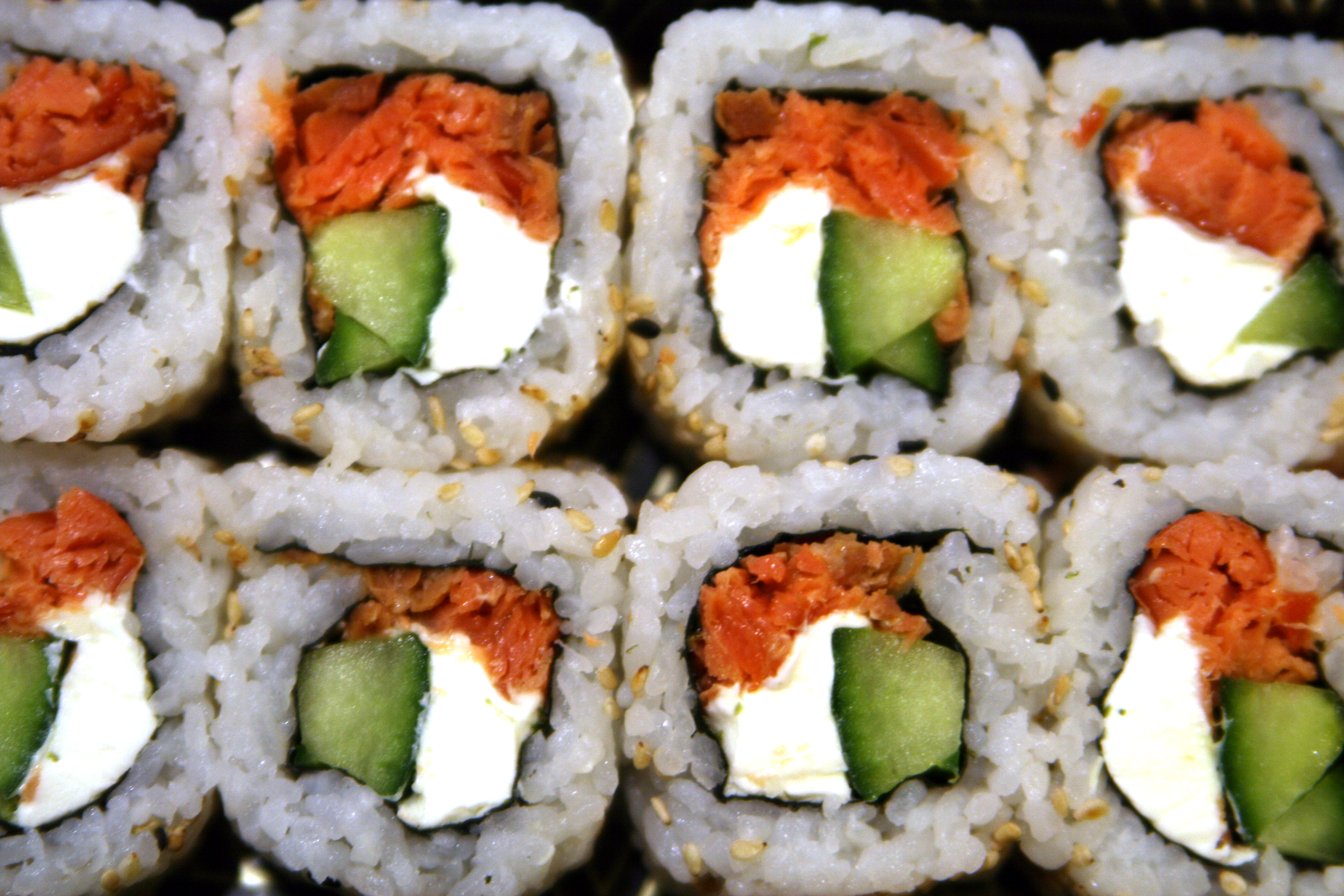
Seattle roll

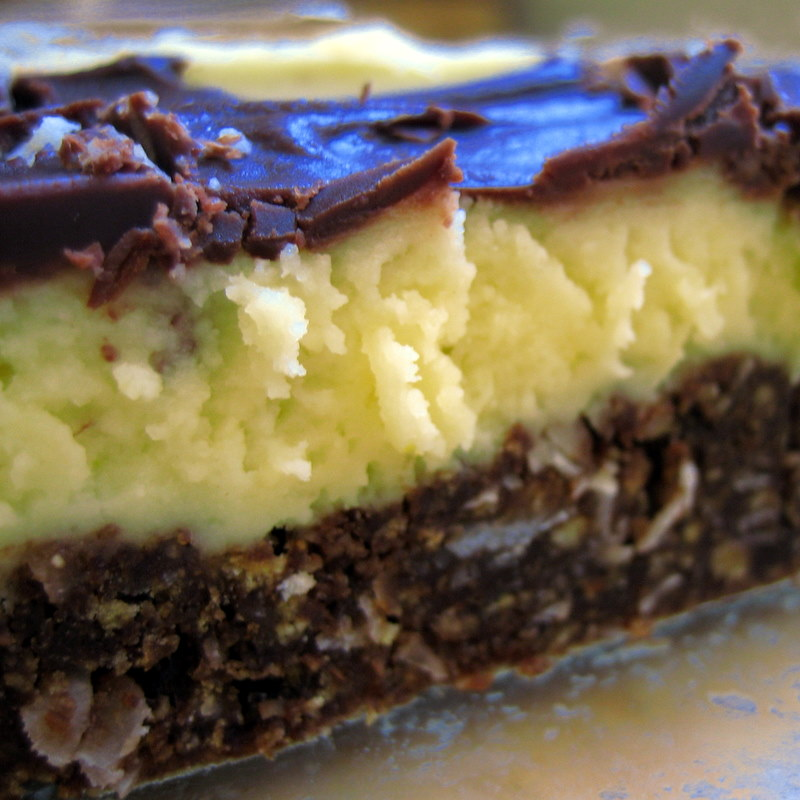
Nanaimo řez

Kuchyně Amerického severozápadu (anglicky: Pacific Northwest cuisine) je kuchyně severozápadní části Severní Ameriky, oblasti Pacific Northwest. Tato oblast zahrnuje státy USA Oregon, Washington, Idaho, Aljaška (někdy i Montana a Wyoming), dále zahrnuje kanadskou provincii Britská Kolumbie a část teritoria Yukonu.
Mezi typické suroviny kuchyně severozápadu patří ryby (především losos) a mořské plody (především ústřice), zvěřina, houby, ovoce (borůvky, ostružiny, jablka) nebo brambory. Populární je také káva. Typické pokrmy kuchyně severozápadu jsou jednoduchá, z čerstvých místních surovin. Severozápadní kuchyně je ovlivněna kulturou měst jako je Portland, Seattle nebo Vancouver, které jsou typické pro svoje malé nezávislé podniky, využívající lokální suroviny, pro které jsou typické i pouliční stánky nebo minipivovary. Vlivy ale přicházejí i z asijské kuchyně, kuchyně místních Indiánů, ale i z kuchyně mexické (potažmo latinskoamerické). V oblasti severozápadu je provozováno také vinařství (například Vancouverský ostrov je jednou z nejdůležitějších vinařských oblastí v Kanadě).
Typickým příkladem pokrmu ze severozápadní kuchyně je losos, opékaný nad dřevem.

## Regionální speciality
- V kuchyni Oregonu jsou kromě zvěřiny, lososa, piva a mořských plodů místní specialitou i marionberries - místní odrůdy ostružin, ze kterých se mj. vyrábí i koláče (marionberry pie). Oregon je též znám svou produkcí vína Pinot Noir, v údolí Willamette se ve velkém pěstuje chmel.[1][2]
- I Washington je známý mořskými plody a lososy, ale místní specialitou jsou především ústřice. Razor clams je speciální druh ústřice, který se vyskytuje pouze na severozápadním pacifickém pobřeží, a mimo Washington se s ním lze setkat těžko. Seattle roll je seattleská verze japonského suši, v řase je spolu s rýží, sýrem, okurkou, jikrami, avokádem a lososem. Washington je dále znám svou produkcí jablek, třešní nebo chmele. Díky místním zákonům se lze ve Washingtonu setkat se sladkostmi s obsahem THC (tzv. edibles).[3][4]
- V Montaně se používá velké množství masa (rančerství) a zvěřiny (bizoní maso), místní specialitou jsou bobule huckleberries, které se přidávají do různých dezertů. Podobná je i kuchyně Wyomingu, kde jsou velmi populární také rocky mountain oysters, fritovaná býčí varlata, populární v horských oblastech USA obecně.[5][6][7]
- V Idahu jsou huckleberries státním ovocem, jinak je ale stát Idaho známý svou produkcí brambor, typickým pokrmem jsou pečené brambory plněné sýrovou směsí. Další místní specialitou jsou finger steaks, nudličky steaku obalené v těstíčku, a fritované. Dále se lze setkat s různými pokrmy původem z baskické kuchyně.[8]
- Aljaška je známá i mimo USA svými lososy. Dále se lze setkat s mořskými plody, zvěřinou nebo s lesními plody. Typickým pokrmem jsou fritované placky, nebo aljašská zmrzlina, neboli akutaq, původně indiánský pokrm, směs lesních plodů, sádla a masa.[9]
- Kuchyně Britské Kolumbie je podobná ostatním kuchyním severozápadu (losos, plody moře...), patrné jsou vlivy ze zbytku Kanady (javorový sirup). Kromě místních vín jsou specialitou Britské Kolumbie řezy Nanaimo (řezy z města Nanaimo, velmi sladký zákusek z oplatky, vanilkového krému a čokolády).[10]